# John Corbett
Pour les articles homonymes, voir John Corbett (homonymie).
John Corbett, né le 9 mai 1961 à Wheeling (Virginie-Occidentale), est un acteur américain. Il est principalement connu pour son rôle d'Aidan Shaw dans la série Sex and the City et depuis 2009, celui de Max Gregson dans United States of Tara avec Toni Collette.

## Carrière
Le grand public le découvre dans la série télévisée Bienvenue en Alaska dans laquelle il interprète  Chris, le disc-jockey philosophe. Ce rôle lui vaut une nomination aux Emmy Awards ainsi qu’aux Golden Globes. Mais c'est le personnage d'Aidan Shaw, petit ami de Carrie Bradshaw dans les saisons 3, 4 et 6 de Sex and the City qui le fait connaître. Son interprétation lui vaut une nouvelle nomination aux Emmy Awards en 2002.
Au cinéma, on peut le voir dans la comédie romantique Mariage à la grecque.

## Vie privée
Il est en couple avec l’actrice Bo Derek depuis 2002.

## Filmographie

### Cinéma
- 1987 : Traquée
- 1991 : Le Vol de l'Intruder (Flight of the Intruder) : Augie
- 1993 : Duel au soleil (Tombstone) : Barnes
- 1996 : Wedding Bell Blues : Cary Maynard Philco
- 1997 : Volcano : Norman Calder
- 1999 : Desperate But Not Serious : Jonathan
- 2000 : Dîner entre ennemis (Dinner Rush) : Ken Roloff
- 2001 : Un amour à New York (Serendipity) : Lars Hammond
- 2001 : Prancer Returns (vidéo) : Tom Sullivan
- 2002 : Mariage à la grecque (My Big Fat Greek Wedding) : Ian Miller
- 2003 : My Dinner with Jimi : Henry Diltz
- 2004 : Fashion Maman (Raising Helen) : Pasteur Dan Parker
- 2004 : Mais où est passé Elvis ? (Elvis Has Left the Building) : Miles Taylor
- 2004 : Trouve ta voix (Raise Your Voice) : Mr. Torvald
- 2005 : Bigger Than the Sky : Michael Degan / Christian
- 2006 : Dreamland : Henry
- 2007 :  Les Messagers (The Messengers) : John Burwell
- 2008 : Au bout de la nuit (Street Kings) : Détective Dante Demille
- 2008 : Loin de la terre brûlée (The Burning Plain) : John, le cuisinier amant de Sylvia
- 2009 : Je déteste la Saint-Valentin : Greg Galtin
- 2009 : Un bébé à bord: Danny
- 2010 : Ramona et Beezus (Ramona and Beezus) : Bob Quimby
- 2010 : Sex and the City 2 : Aidan Shaw
- 2015 : Un voisin trop parfait (The Boy Next Door) : Garrett Peterson
- 2016 : Mariage à la grecque 2 (My Big Fat Greek Wedding 2) : Ian Miller
- 2017 : L’Église All Saints (All Saints) : révérend Michael Spurlock
- 2018 : À tous les garçons que j'ai aimés (To All the Boys I've Loved Before) : Dr Dan Covey
- 2023 : Mariage à la grecque 3 (My Big Fat Greek Wedding 3) : Ian Miller
- 2025 : On Fire de Sean McNamara : Dennis

### Télévision

#### Séries télévisées
- 1990 - 1995 : Bienvenue en Alaska (Northern Exposure) : Chris Stevens (110 épisodes)
- 1997 : Le Visiteur (The Visitor) : Adam MacArthur
- 1999 :  Au service de la loi (To Serve and Protect) : Brad
- 2000 : Love Chronicles : Host
- 2000 - 2003 : Sex and the City : Aidan Shaw
- 2009-2011 : United States of Tara : Max Gregson
- 2011 : Parenthood : Seth Holt
- 2016 : Mata Hari : McLeod
- 2017 : Las Reinas : Lieutenant Donald Worden
- 2018 : Portlandia : John Corbett
- 2021 : Rebel : Grady Bello (10 épisodes)
- 2021–2025 : And Just Like That : Aidan Shaw
- 2023 : How I Met Your Father : Robert (3 épisodes)
- 2023 : XO, Kitty : Dan Covey (2 épisodes)

#### Téléfilms
- 1996 : Erreur judiciaire (Innocent Victims) : Tim Hennis
- 1996 : Don't Look Back : Morgan
- 1996 : The Morrison Murders : Walker Morrison
- 1998 : Le Ciel est en feu (The Sky's on Fire) : Dr Evan Thorne
- 1998 : The Warlord: Battle for the Galaxy : Justin Thorpe
- 2000 : Rocky Times
- 2000 : Catastrophe à la Nouvelle-Orléans (On Hostile Ground) : Matt Andrews
- 2001 : Private Lies : David
- 2002 : The Griffin and the Minor Canon : le père (voix)
- 2005 : Untitled John Corbett/ABC Project : Manager d'hôtel
- 2005 : Combat pour la justice (Hunt for Justice) : John Tanner
- 2007 : Trois Sœurs dans le Montana (Montana Sky) : Ben
- 2010 : Une lueur d'espoir (November Christmas) : Tom Marks
- 2010 : Parenthood : Seth, l'ex mari de Sarah
- 2012 : Insoupçonnable (The Hunt for the I-5 Killer) : Dave Kominek
- 2012 : Pour le sourire d'un enfant (A Smile as Big as the Moon) : Mike Kersjes
- 2013 : NCIS : Los Angeles (Red) : Roy Haines

## Voix francophones
En France, Jérôme Keen est la voix française régulière de John Corbett. Maurice Decoster et Boris Rehlinger l'ont également doublé à trois et deux reprises. 
Au Québec, Daniel Picard est la voix québécoise régulière de l'acteur. 
En France
| - Jérôme Keen dans : - Le Visiteur (série télévisée) - Sex and the City (série télévisée) - Tonnerre, le petit renne du père Noël (en) (téléfilm) - Mariage à la grecque - Luck (série télévisée) - Les Cyrano de Portland (en) - Trois Sœurs dans le Montana (téléfilm) - Les Messagers - Un bébé à bord - Je déteste la Saint-Valentin - Sex and the City 2 - Une lueur d'espoir (téléfilm) - Insoupçonnable (téléfilm) - Mariage à la grecque 2 - À tous les garçons que j'ai aimés - The Silence - La Voie rebelle (en) - 47 Meters Down: Uncaged - À tous les garçons : P.S. Je t'aime toujours - À tous les garçons : Pour toujours et à jamais - XO, Kitty (série télévisée) - And Just Like That... (série télévisée) | - Maurice Decoster dans : - Fashion Maman - United States of Tara (série télévisée) - NCIS : Los Angeles (série télévisée) - Boris Rehlinger dans : - Parenthood - Pour le sourire d'un enfant (téléfilm) Et aussi - William Coryn dans Volcano - Jean-François Vlérick dans Au bout de la nuit - Olivier Peissel dans Dieu n'est pas mort : Une lumière dans les ténèbres - Jean-Philippe Puymartin dans Rebel (série télévisée) - Jean-François Aupied dans How I Met Your Father (série télévisée) |

Au Québec
| - Daniel Picard dans : - Heureux Hasard - Tante Helen - Trouve ta voix - Au revoir Elvis - Ramona et Beezus - Le Garçon d'à côté - Instinct de Survie : Piégés | - Marc-André Bélanger dans : - Diner entre ennemis - Les Messagers - Rois de la rue - Antoine Durand dans : - Sexe à New York 2 - Le mariage de l'année 2 |